# 賈瓘
賈瓘（1459年—？），字伯玉，陝西慶陽府寧州人，民籍，明朝政治人物。

## 生平
弘治二年（1489年）己酉科陝西鄉試第三名舉人，三年（1490年）中式庚戌科會試第二百二十九名，三甲第二百零四名進士。授户部主事，升员外郎，歷任徽州府同知、廣信府知府、平陽府知府，正德五年（1510年）九月升四川按察司副使，六年（1511年）正月考察以不謹閑住。

## 家族
曾祖賈周；祖父賈德；父賈讓，遞運所大使。母穆氏。具慶下。兄賈琮，聽選官；賈璁，義官；賈瑮，聽選官；賈璜。弟賈瑱，監生。